# Trusków
Trusków (lit. Truskava) – miasteczko na Litwie, położone w okręgu kowieńskim i w rejonie kiejdańskim, nad rzeką Linkówką. Liczy 137 mieszkańców (2001).

## Historia
Dawniej w powiecie poniewieskim.
Pobliski majątek Truskowskich został skonfiskowany w 1831.